# Знаки почтовой оплаты СССР (1980)
Зна́ки почто́вой опла́ты СССР (1980) — перечень (каталог) знаков почтовой оплаты (почтовых марок), введённых в обращение дирекцией по изданию и экспедированию знаков почтовой оплаты Министерства связи СССР в 1980 году.

## Список коммеморативных (памятных) марок
Порядок следования элементов в таблице соответствует номеру по каталогу марок СССР (ЦФА), в скобках приведены номера по каталогу «Михель».
| № по каталогу                        | Изображение | Описание и источники                                                                                                   | Номинал        | Дата выпуска         | Тираж     | Художник                         |
| ------------------------------------ | ----------- | --- | -------------- | -------------------- | --------- | -------------------------------- |
| (ЦФА [АО «Марка»] № 5032) (Mi #4914) |             | Серия «50-летие автономных республик»: - Мордовская АССР.                                                              | 0,04 руб.      | 10 января 1980 года  | 4 800 000 | Юрий Косоруков                   |
| (ЦФА [АО «Марка»] № 5033) (Mi #4915) |             | Серия «XIII зимние Олимпийские игры в Лейк-Плэсиде (США)»: - Конькобежный спорт.                                       | 0,04 руб.      | 22 января 1980 года  | 8 600 000 | И. Сущенко                       |
| (ЦФА [АО «Марка»] № 5034) (Mi #4916) |             | Серия «XIII зимние Олимпийские игры в Лейк-Плэсиде (США)»: - Фигурное катание.                                         | 0,06 руб.      | 22 января 1980 года  | 7 800 000 | И. Сущенко                       |
| (ЦФА [АО «Марка»] № 5035) (Mi #4917) |             | Серия «XIII зимние Олимпийские игры в Лейк-Плэсиде (США)»: - Хоккей с шайбой.                                          | 0,10 руб.      | 22 января 1980 года  | 6 300 000 | И. Сущенко                       |
| (ЦФА [АО «Марка»] № 5036) (Mi #4918) |             | Серия «XIII зимние Олимпийские игры в Лейк-Плэсиде (США)»: - Горнолыжный спорт.                                        | 0,15 руб.      | 22 января 1980 года  | 5 400 000 | И. Сущенко                       |
| (ЦФА [АО «Марка»] № 5037) (Mi #4919) |             | Серия «XIII зимние Олимпийские игры в Лейк-Плэсиде (США)»: - Санный спорт.                                             | 0,20 руб.      | 22 января 1980 года  | 5 000 000 | И. Сущенко                       |
| (ЦФА [АО «Марка»] № 5038) (Mi #4920) |             | Серия «XIII зимние Олимпийские игры в Лейк-Плэсиде (США)»: - почтовый блок «Лыжные гонки».                             | 0,50 руб.      | 22 января 1980 года  | 2 000 000 | И. Сущенко                       |
| (ЦФА [АО «Марка»] № 5039) (Mi #4921) |             | Почтово-благотворительный выпуск «Игры XXII Олимпиады. Москва-80» (I выпуск): - Спринтерский бег.                      | 0,04+0,02 руб. | 6 февраля 1980 года  | 6 000 000 | Н. Литвинов                      |
| (ЦФА [АО «Марка»] № 5040) (Mi #4922) |             | Почтово-благотворительный выпуск «Игры XXII Олимпиады. Москва-80» (I выпуск): - Бег с барьерами.                       | 0,06+0,03 руб. | 6 февраля 1980 года  | 6 000 000 | Н. Литвинов                      |
| (ЦФА [АО «Марка»] № 5041) (Mi #4923) |             | Почтово-благотворительный выпуск «Игры XXII Олимпиады. Москва-80» (I выпуск): - Спортивная ходьба.                     | 0,10+0,05 руб. | 6 февраля 1980 года  | 5 000 000 | Н. Литвинов                      |
| (ЦФА [АО «Марка»] № 5042) (Mi #4924) |             | Почтово-благотворительный выпуск «Игры XXII Олимпиады. Москва-80» (I выпуск): - Прыжки в высоту.                       | 0,16+0,06 руб. | 6 февраля 1980 года  | 4 500 000 | Н. Литвинов                      |
| (ЦФА [АО «Марка»] № 5043) (Mi #4925) |             | Почтово-благотворительный выпуск «Игры XXII Олимпиады. Москва-80» (I выпуск): - Прыжки в длину.                        | 0,20+0,10 руб. | 6 февраля 1980 года  | 1 200 000 | Н. Литвинов                      |
| (ЦФА [АО «Марка»] № 5044) (Mi #4932) |             | Почтово-благотворительный выпуск «Игры XXII Олимпиады. Москва-80» (II выпуск): - Прыжки с шестом.                      | 0,04+0,02 руб. | 12 марта 1980 года   | 6 000 000 | Н. Литвинов                      |
| (ЦФА [АО «Марка»] № 5045) (Mi #4933) |             | Почтово-благотворительный выпуск «Игры XXII Олимпиады. Москва-80» (II выпуск): - Метание диска.                        | 0,06+0,03 руб. | 12 марта 1980 года   | 6 000 000 | Н. Литвинов                      |
| (ЦФА [АО «Марка»] № 5046) (Mi #4934) |             | Почтово-благотворительный выпуск «Игры XXII Олимпиады. Москва-80» (II выпуск): - Метание копья.                        | 0,10+0,05 руб. | 12 марта 1980 года   | 5 000 000 | Н. Литвинов                      |
| (ЦФА [АО «Марка»] № 5047) (Mi #4935) |             | Почтово-благотворительный выпуск «Игры XXII Олимпиады. Москва-80» (II выпуск): - Метание молота.                       | 0,16+0,06 руб. | 12 марта 1980 года   | 4 500 000 | Н. Литвинов                      |
| (ЦФА [АО «Марка»] № 5048) (Mi #4936) |             | Почтово-благотворительный выпуск «Игры XXII Олимпиады. Москва-80» (II выпуск): - Толкание ядра.                        | 0,20+0,10 руб. | 12 марта 1980 года   | 1 200 000 | Н. Литвинов                      |
| (ЦФА [АО «Марка»] № 5049) (Mi #4937) |             | Почтово-благотворительный выпуск «Игры XXII Олимпиады. Москва-80»: - почтовый блок «Эстафетный бег».                   | 0,50+0,25 руб. | 12 марта 1980 года   | 700 000   | Н. Литвинов                      |
| (ЦФА [АО «Марка»] № 5050) (Mi #4926) |             | 100-летие со дня рождения Н. И. Подвойского (1880—1948).                                                               | 0,04 руб.      | 16 февраля 1980 года | 4 400 000 | В. Никитин гравёр Иван Мокроусов |
| (ЦФА [АО «Марка»] № 5051) (Mi #4927) |             | Почтово-благотворительный выпуск «Туризм под знаком Олимпиады в СССР»: - Москва. Кремль.                               | 1,00+0,50 руб. | 27 февраля 1980 года | 700 000   | Л. Шаров                         |
| (ЦФА [АО «Марка»] № 5052) (Mi #4928) |             | Почтово-благотворительный выпуск «Туризм под знаком Олимпиады в СССР»: - Москва. Проспект Калинина.                    | 1,00+0,50 руб. | 27 февраля 1980 года | 700 000   | Л. Шаров                         |
| (ЦФА [АО «Марка»] № 5053) (Mi #4940) |             | Почтово-благотворительный выпуск «Туризм под знаком Олимпиады в СССР»: - Ленинград. Здание адмиралтейства.             | 1,00+0,50 руб. | 25 марта 1980 года   | 700 000   | Л. Шаров                         |
| (ЦФА [АО «Марка»] № 5054) (Mi #4941) |             | Почтово-благотворительный выпуск «Туризм под знаком Олимпиады в СССР»: - Ленинград. Памятник защитникам города.        | 1,00+0,50 руб. | 25 марта 1980 года   | 700 000   | Л. Шаров                         |
| (ЦФА [АО «Марка»] № 5055) (Mi #4949) |             | Почтово-благотворительный выпуск «Туризм под знаком Олимпиады в СССР»: - Киев. Памятник Богдану Хмельницкому.          | 1,00+0,50 руб. | 30 апреля 1980 года  | 700 000   | Л. Шаров                         |
| (ЦФА [АО «Марка»] № 5056) (Mi #4950) |             | Почтово-благотворительный выпуск «Туризм под знаком Олимпиады в СССР»: - Киев. Метромост через Днепр.                  | 1,00+0,50 руб. | 30 апреля 1980 года  | 700 000   | Л. Шаров                         |
| (ЦФА [АО «Марка»] № 5057) (Mi #4951) |             | Почтово-благотворительный выпуск «Туризм под знаком Олимпиады в СССР»: - Минск. Дворец спорта.                         | 1,00+0,50 руб. | 30 апреля 1980 года  | 700 000   | Л. Шаров                         |
| (ЦФА [АО «Марка»] № 5058) (Mi #4952) |             | Почтово-благотворительный выпуск «Туризм под знаком Олимпиады в СССР»: - Минск. Дом Кино Союза кинематографистов БССР. | 1,00+0,50 руб. | 30 апреля 1980 года  | 700 000   | Л. Шаров                         |
| (ЦФА [АО «Марка»] № 5059) (Mi #4953) |             | Почтово-благотворительный выпуск «Туризм под знаком Олимпиады в СССР»: - Таллин. Старый город (Церковь Святого Олафа). | 1,00+0,50 руб. | 30 апреля 1980 года  | 700 000   | Л. Шаров                         |
| (ЦФА [АО «Марка»] № 5060) (Mi #4954) |             | Почтово-благотворительный выпуск «Туризм под знаком Олимпиады в СССР»: - Таллин. Гостиница «Виру».                     | 1,00+0,50 руб. | 30 апреля 1980 года  | 700 000   | Л. Шаров                         |
| (ЦФА [АО «Марка»] № 5126) (Mi #5008) |             | Почтовый блок «Успешное завершение Игр XXII Олимпиады в Москве»: - «Эстафета Олимпийского Огня».                       | 1,00 руб.      | 21 ноября 1980 года  | 700 000   | Юрий Левиновский                 |
| (ЦФА [АО «Марка»] № 5138) (Mi #5019) |             | «С Новым, 1981 годом!»: - Кремлёвский Дворец съездов.                                                                  | 0,04 руб.      | 1 декабря 1980 года  | 4 600 000 | Юрий Арцименев                   |

## Комментарии
1. ↑  Ниже приведён перечень памятных художественных марок (с возможностью сортировки по номиналу, тиражу и дате введения в обращение).
2. ↑  Серия «50-летие автономных республик». На розово-красной марке — Мордовская АССР. Офсетная печать на мелованной бумаге, перфорирована: комбинированная гребенчатая зубцовка 12:12½ (на каждые 2 сантиметра края марки приходится 12:12½ зубцов). В марочных листах 25 (5×5)[2][5][6].
3. ↑  Серия «XIII зимние Олимпийские игры в Лейк-Плэсиде». На многоцветной марке конькобежный спорт. Офсетная печать, перфорирована: комбинированная гребенчатая зубцовка 12:12½ (на каждые 2 сантиметра края марки приходится 12:12½ зубцов). В марочных листах 36 (6×6) и малые листы (кляйнбогены) по 20 (5×4) марок[2][8][5][6].
4. ↑  Серия «XIII зимние Олимпийские игры в Лейк-Плэсиде». На многоцветной марке фигурное катание. Офсетная печать, перфорирована: комбинированная гребенчатая зубцовка 12½:12 (на каждые 2 сантиметра края марки приходится 12½:12 зубцов). В марочных листах 36 (6×6) и малые листы (кляйнбогены) по 20 (4×5) марок[2][8][5][6].
5. ↑  Серия «XIII зимние Олимпийские игры в Лейк-Плэсиде». На многоцветной марке хоккей с шайбой. Офсетная печать, перфорирована: комбинированная гребенчатая зубцовка 12½:12 (на каждые 2 сантиметра края марки приходится 12½:12 зубцов). В марочных листах 36 (6×6) и малые листы (кляйнбогены) по 20 (4×5) марок[2][8][5][6].
6. ↑  Серия «XIII зимние Олимпийские игры в Лейк-Плэсиде». На многоцветной марке горнолыжный спорт. Офсетная печать, перфорирована: комбинированная гребенчатая зубцовка 12½:12 (на каждые 2 сантиметра края марки приходится 12½:12 зубцов). В марочных листах 36 (6×6) и малые листы (кляйнбогены) по 20 (4×5) марок[2][8][5][6].
7. ↑  Серия «XIII зимние Олимпийские игры в Лейк-Плэсиде». На многоцветной марке санный спорт. Офсетная печать, перфорирована: комбинированная гребенчатая зубцовка 12:12½ (на каждые 2 сантиметра края марки приходится 12:12½ зубцов). В марочных листах 36 (6×6) и малые листы (кляйнбогены) по 20 (5×4) марок[2][8][5][6].
8. ↑  «Лыжные гонки» — почтовый блок 60×90 мм серии «XIII зимние Олимпийские игры в Лейк-Плэсиде». На многоцветной марке лыжник. Глубокая печать, перфорирована: комбинированная рамочная зубцовка 11½:12 (на каждые 2 сантиметра края марки приходится 11½:12 зубцов)[2][10][5][6].
9. ↑  Почтово-благотоворительный выпуск Игры XXII Олимпиады. Москва-80. На марке  (ЦФА [АО «Марка»] № 5039) — спринтерский бег, многоцветная. Офсетная печать, перфорирована: комбинированная гребенчатая зубцовка 12½:12 (на каждые 2 сантиметра края марки приходится 12½:12 зубцов). В марочных листах 36 (6×6) и малые листы (кляйнбогены) по 20 (4×5) марок[2][10][11][12].
10. ↑  Почтово-благотоворительный выпуск Игры XXII Олимпиады. Москва-80. На марке  (ЦФА [АО «Марка»] № 5040) — бег с барьерами, многоцветная. Офсетная печать, перфорирована: комбинированная гребенчатая зубцовка 12½:12 (на каждые 2 сантиметра края марки приходится 12½:12 зубцов). В марочных листах 36 (6×6) и малые листы (кляйнбогены) по 20 (4×5) марок[2][10][11][12].
11. ↑  Почтово-благотоворительный выпуск Игры XXII Олимпиады. Москва-80. На марке  (ЦФА [АО «Марка»] № 5041) — спортивная ходьба, многоцветная. Офсетная печать, перфорирована: комбинированная гребенчатая зубцовка 12:12½ (на каждые 2 сантиметра края марки приходится 12:12½ зубцов). В марочных листах 36 (6×6) и малые листы (кляйнбогены) по 20 (5×4) марок[2][10][11][12].
12. ↑  Почтово-благотоворительный выпуск Игры XXII Олимпиады. Москва-80. На марке  (ЦФА [АО «Марка»] № 5042) — прыжки в высоту, многоцветная. Офсетная печать, перфорирована: комбинированная гребенчатая зубцовка 12½:12 (на каждые 2 сантиметра края марки приходится 12½:12 зубцов). В марочных листах 36 (6×6) и малые листы (кляйнбогены) по 20 (4×5) марок[2][10][11][12].
13. ↑  Почтово-благотоворительный выпуск Игры XXII Олимпиады. Москва-80. На марке  (ЦФА [АО «Марка»] № 5043) — прыжки в длину, многоцветная. Офсетная печать, перфорирована: комбинированная гребенчатая зубцовка 12½:12 (на каждые 2 сантиметра края марки приходится 12½:12 зубцов). В марочных листах 36 (6×6) и малые листы (кляйнбогены) по 20 (4×5) марок[2][10][11][12].
14. ↑  Почтово-благотоворительный выпуск Игры XXII Олимпиады. Москва-80. На марке  (ЦФА [АО «Марка»] № 5044) — прыжки с шестом, многоцветная. Офсетная печать, перфорирована: комбинированная гребенчатая зубцовка 12½:12 (на каждые 2 сантиметра края марки приходится 12½:12 зубцов). В марочных листах 36 (6×6) и малые листы (кляйнбогены) по 20 (4×5) марок[2][10][11][13].
15. ↑  Почтово-благотоворительный выпуск Игры XXII Олимпиады. Москва-80. На марке  (ЦФА [АО «Марка»] № 5045) — метание диска, многоцветная. Офсетная печать, перфорирована: комбинированная гребенчатая зубцовка 12½:12 (на каждые 2 сантиметра края марки приходится 12½:12 зубцов). В марочных листах 36 (6×6) и малые листы (кляйнбогены) по 20 (4×5) марок[2][10][11][13].
16. ↑  Почтово-благотоворительный выпуск Игры XXII Олимпиады. Москва-80. На марке  (ЦФА [АО «Марка»] № 5046) — метание копья, многоцветная. Офсетная печать, перфорирована: комбинированная гребенчатая зубцовка 12½:12 (на каждые 2 сантиметра края марки приходится 12½:12 зубцов). В марочных листах 36 (6×6) и малые листы (кляйнбогены) по 20 (4×5) марок[2][10][11][13].
17. ↑  Почтово-благотоворительный выпуск Игры XXII Олимпиады. Москва-80. На марке  (ЦФА [АО «Марка»] № 5047) — метание молота, многоцветная. Офсетная печать, перфорирована: комбинированная гребенчатая зубцовка 12½:12 (на каждые 2 сантиметра края марки приходится 12½:12 зубцов). В марочных листах 36 (6×6) и малые листы (кляйнбогены) по 20 (4×5) марок[2][10][11][13].
18. ↑  Почтово-благотоворительный выпуск Игры XXII Олимпиады. Москва-80. На марке  (ЦФА [АО «Марка»] № 5048) — толкание ядра, многоцветная. Офсетная печать, перфорирована: комбинированная гребенчатая зубцовка 12½:12 (на каждые 2 сантиметра края марки приходится 12½:12 зубцов). В марочных листах 36 (6×6) и малые листы (кляйнбогены) по 20 (4×5) марок[2][10][11][13].
19. ↑  Почтово-благотоворительный выпуск Игры XXII Олимпиады. Москва-80, номерной почтовый блок 90×70 мм «Эстафетный бег», многоцветный, фон бежевый.  (ЦФА [АО «Марка»] № 5049А) — без номера с надпечаткой «ПОГАШЕНО». Высокая печать, перфорирована: рамочная зубцовка 12½:12 (на каждые 2 сантиметра края марки приходится 12½:12 зубцов)[2][10][14][13].
20. ↑  «100-летие со дня рождения Н.И.Подвойского», на красно-коричневой марке — Н. Подвойский.Металлография, перфорирована: комбинированная гребенчатая зубцовка 12½:12 (на каждые 2 сантиметра края марки приходится 12½:12 зубцов). В марочных листах 50 (10×5)[2][14][12].
21. ↑  Почтово-благотоворительный выпуск «Туризм под знаком Олимпиады в СССР». На марке  (ЦФА [АО «Марка»] № 5051) — Москва. Кремль «Водовзводная башня Кремля», многоцветная. Глубокая печать в сочетании с металлографией, перфорирована: комбинированная рамочная зубцовка 12:11½ (на каждые 2 сантиметра края марки приходится 12:11½ зубцов). В марочных листах 25 (5×5) и малые листы (кляйнбогены) по 16 (4×4) марок[2][10][14][12].
22. ↑  Почтово-благотоворительный выпуск «Туризм под знаком Олимпиады в СССР». На марке  (ЦФА [АО «Марка»] № 5052) — Москва. Проспект Калинина, многоцветная. Глубокая печать в сочетании с металлографией, перфорирована: комбинированная рамочная зубцовка 12:11½ (на каждые 2 сантиметра края марки приходится 12:11½ зубцов). В марочных листах 25 (5×5) и малые листы (кляйнбогены) по 16 (4×4) марок[2][10][14][12].
23. ↑  Почтово-благотоворительный выпуск «Туризм под знаком Олимпиады в СССР». На марке  (ЦФА [АО «Марка»] № 5053) — Ленинград. Адмиралтейство, многоцветная. Глубокая печать в сочетании с металлографией, перфорирована: комбинированная рамочная зубцовка 12:11½ (на каждые 2 сантиметра края марки приходится 12:11½ зубцов). В марочных листах 25 (5×5) и малые листы (кляйнбогены) по 16 (4×4) марок[2][15][14][16].
24. ↑  Почтово-благотоворительный выпуск «Туризм под знаком Олимпиады в СССР». На марке  (ЦФА [АО «Марка»] № 5054) — Ленинград. Монумент героическим защитникам Ленинграда, многоцветная. Глубокая печать в сочетании с металлографией, перфорирована: комбинированная рамочная зубцовка 12:11½ (на каждые 2 сантиметра края марки приходится 12:11½ зубцов). В марочных листах 25 (5×5) и малые листы (кляйнбогены) по 16 (4×4) марок[2][15][14][16].
25. ↑  Почтово-благотоворительный выпуск «Туризм под знаком Олимпиады в СССР». На марке  (ЦФА [АО «Марка»] № 5055) — Киев. Памятник Богдану Хмельницкому, многоцветная. Глубокая печать в сочетании с металлографией, перфорирована: комбинированная рамочная зубцовка 12:11½ (на каждые 2 сантиметра края марки приходится 12:11½ зубцов). В марочных листах 25 (5×5) и малые листы (кляйнбогены) по 16 (4×4) марок[2][17][14][18].
26. ↑  Почтово-благотоворительный выпуск «Туризм под знаком Олимпиады в СССР». На марке  (ЦФА [АО «Марка»] № 5056) — Киев. Метромост через Днепр, многоцветная. Глубокая печать в сочетании с металлографией, перфорирована: комбинированная рамочная зубцовка 12:11½ (на каждые 2 сантиметра края марки приходится 12:11½ зубцов). В марочных листах 25 (5×5) и малые листы (кляйнбогены) по 16 (4×4) марок[2][17][14][18].
27. ↑  Почтово-благотоворительный выпуск «Туризм под знаком Олимпиады в СССР». На марке  (ЦФА [АО «Марка»] № 5057) — Минск. Дворец спорта, многоцветная. Глубокая печать в сочетании с металлографией, перфорирована: комбинированная рамочная зубцовка 12:11½ (на каждые 2 сантиметра края марки приходится 12:11½ зубцов). В марочных листах 25 (5×5) и малые листы (кляйнбогены) по 16 (4×4) марок[2][17][14][18].
28. ↑  Почтово-благотоворительный выпуск «Туризм под знаком Олимпиады в СССР». На марке  (ЦФА [АО «Марка»] № 5058) — Минск. Дом Кино Союза кинематографистов БССР, многоцветная. Глубокая печать в сочетании с металлографией, перфорирована: комбинированная рамочная зубцовка 12:11½ (на каждые 2 сантиметра края марки приходится 12:11½ зубцов). В марочных листах 25 (5×5) и малые листы (кляйнбогены) по 16 (4×4) марок[2][17][14][18].
29. ↑  Почтово-благотоворительный выпуск «Туризм под знаком Олимпиады в СССР». На марке  (ЦФА [АО «Марка»] № 5059) — Таллин. Старый город (Церковь Святого Олафа), многоцветная. Глубокая печать в сочетании с металлографией, перфорирована: комбинированная рамочная зубцовка 12:11½ (на каждые 2 сантиметра края марки приходится 12:11½ зубцов). В марочных листах 25 (5×5) и малые листы (кляйнбогены) по 16 (4×4) марок[2][17][14][18].
30. ↑  Почтово-благотоворительный выпуск «Туризм под знаком Олимпиады в СССР». На марке  (ЦФА [АО «Марка»] № 5060) — Таллин. Гостиница «Виру», многоцветная. Глубокая печать в сочетании с металлографией, перфорирована: комбинированная рамочная зубцовка 12:11½ (на каждые 2 сантиметра края марки приходится 12:11½ зубцов). В марочных листах 25 (5×5) и малые листы (кляйнбогены) по 16 (4×4) марок[2][17][14][18].
31. ↑  Номерной почтовый блок 90×70 мм «Успешное завершение Игр XXII Олимпиады в Москве», художественное оформление полей: эмблема Олимпиады на фоне московских зданий, маршрут факельной эстафеты Олимпийского огня, памятный текст: «Советские спортсмены на Играх XXII Олимпиады завоевали: 80 золотых, 69 серебряных и 46 бронзовых медалей». На многоцветной марке олимпийский медвежонок Мишка с факелом — талисман Игр.  (ЦФА [АО «Марка»] № 5126А) — без номера с надпечаткой «ПОГАШЕНО». Офсетная печать, перфорирована: рамочная зубцовка 12:12½ (на каждые 2 сантиметра края марки приходится 12:12½ зубцов)[2][17][19][20].
32. ↑  Новогодняя марка «С Новым, 1981 годом!» На многоцветной марке  (ЦФА [АО «Марка»] № 5138) — Дворец съездов и Спасская башня Кремля, многоцветная. Офсетная печать на мелованной бумаге с лаковым покрытием, перфорирована: комбинированная гребенчатая зубцовка 12½:12 (на каждые 2 сантиметра края марки приходится 12½:12 зубцов). В марочных листах 36 (6×6) и малые листы (кляйнбогены) по 16 (4×4) марок[2][21][22].